# Andy Jurgensen
Andrew „Andy“ Jurgensen ist ein Filmeditor.

## Leben
Jurgensen begann seine Karriere Anfang der 2000er Jahre als Produktionsassistent und als Koordinator der Postproduktion bei Filmprojekten wie Charlie Bartlett (2007). Später wandte er sich dem Filmschnitt zu und schnitt zunächst zahlreiche Kurzfilme und Musikvideos für Künstler wie Joanna Newsom, Radiohead und Haim. 2014 arbeitete er an Paul Thomas Andersons Film Inherent Vice – Natürliche Mängel als erster Schnittassistent. Im Jahr darauf übernahm er bei Andersons Dokumentarfilm Junun komplett den Schnitt. 2017 arbeiteten beide erneut am Film Der seidene Faden zusammen, bei dem Jurgensen als Associate Editor fungierte. Sein Schnitt von Andersons Film Licorice Pizza brachte Jurgensen 2021 eine Nominierung für den Satellite Award für den besten Filmschnitt ein.
Das Branchenmagazin Variety erwähnte Jurgensen in seinem Artisans Report 2019.

## Filmografie (Auswahl)
- 2004: A Bingo Bus (Kurzfilm; Drehbuch, Regie, Additional Editor)
- 2004: Into the Depths (Kurzfilm)
- 2006: All We Need Is a Little Red Wagon (Kurzfilm)
- 2013: The Magic Bracelet (Kurzfilm)
- 2015: Junun (Dokumentarfilm)
- 2019: Anima (Kurzfilm)
- 2021: Licorice Pizza